# Om (mantra)

La síl·laba Om en devanagari

Om (en devanāgarī: ओ, pronunciat awm) és una síl·laba en sànscrit considerada pels diversos corrents del pensament indi com el so original, primordial, a partir del qual l'Univers s'estructurà. També se'n diu udgitha o pranava mantra ('mantra primordial', el mot prāṇa significa igualment 'vibració vital'). Es fa servir en religions com l'hinduisme, el budisme, el jainisme, el sikhisme i el bramanisme.
Om és un dels símbols més importants de l'hinduisme. També es diu que és l'essència de l'Absolut suprem, la consciència, Ātman, Brahman, o el món còsmic. En les tradicions índiques, Om serveix com a representació sonora del diví, un estàndard de l'autoritat vèdica i un aspecte central de les doctrines i pràctiques soteriològiques. La síl·laba es troba sovint al començament i al final dels capítols als Vedas, les Upanishads i altres textos hindús.
Om va sorgir en el corpus vèdic i es diu que és una forma encapsulada de càntics o cançons samavèdiques. És un encantament espiritual sagrat fet abans i durant la recitació de textos espirituals, durant puja i oracions privades, en cerimònies de ritus de pas (samskara) com ara casaments i durant activitats meditatives i espirituals com el Pranava ioga. Forma part de la iconografia que es troba en manuscrits de l'època antiga i medieval, temples, monestirs i retirs espirituals de l'hinduisme, el budisme, el jainisme i el sikhisme. Com a síl·laba, sovint es canta de manera independent o abans d'una recitació espiritual i durant la meditació en l'hinduisme, el budisme i el jainisme.
La síl·laba Om també es coneix com Onkara (Omkara) i Pranava entre molts altres noms.

## Pronunciació

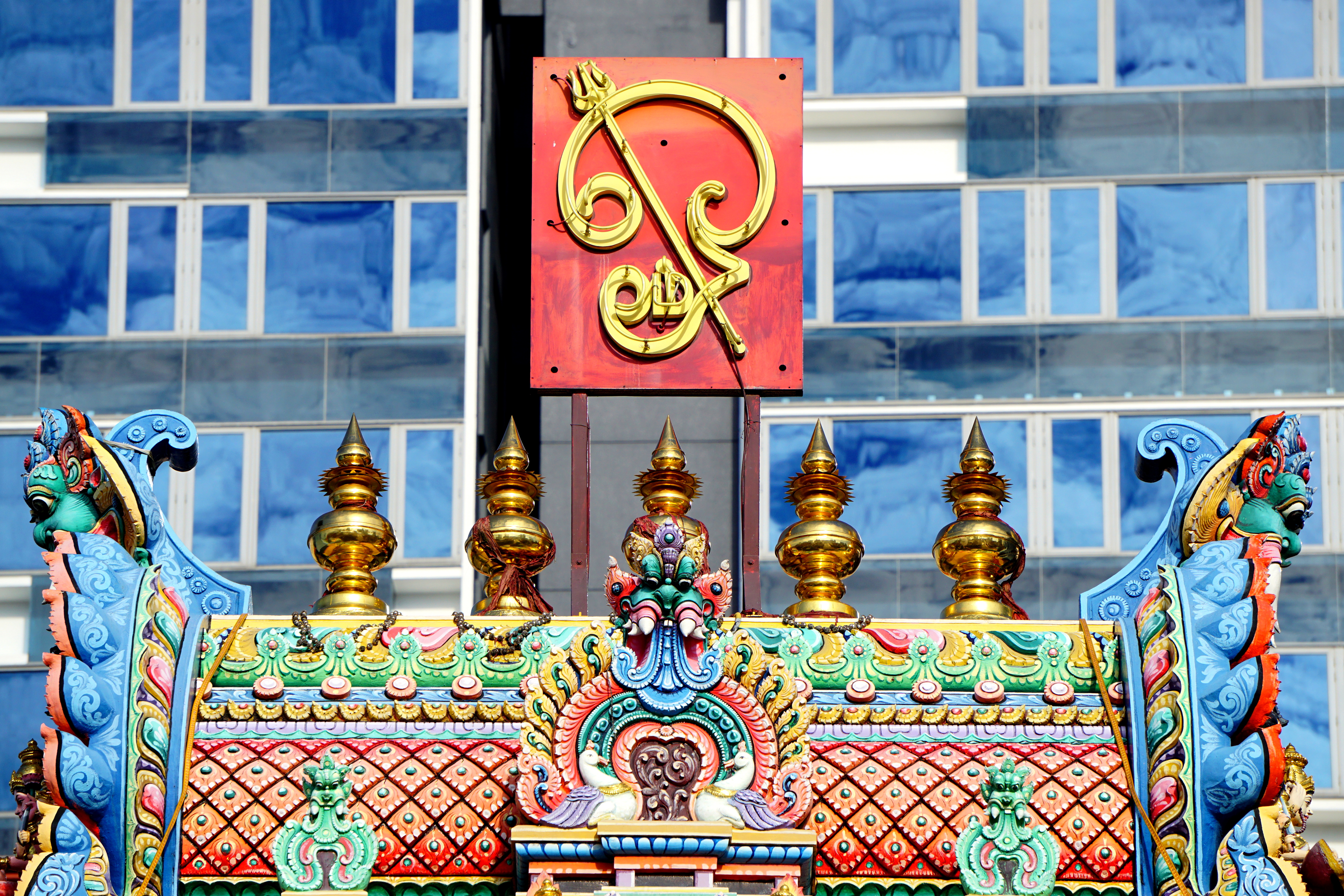
Om (ௐ) en escriptura tàmil amb una trishula al temple Sri Veeramakaliamman, Singapur ; Om apareix amb freqüència com una icona als temples (mandirs) i als retirs espirituals

'Om' prové de la fusió de les lletres del sànscrit a, u i m. Aquests sons, més la ressonància nasal (ardhamātrā), adquireixen una significació particular, segons que es tracti d'una o altra de les interpretacions del mantra.
1. A representa el començament, el naixement i el déu creador Brahma.
2. U representa la continuació, la vida i el déu conservador Vixnu.
3. M representa la fi, la mort i el déu destructor Xiva.

Pels Upanixad la síl·laba representa doncs la totalitat del que existeix, és el símbol per excel·lència del braman-atman en la seva doble interpretació cosmològica (adhidāivica) o psicològica (adhyātmica), així com la Trinitat hindú.

## Noms comuns i sinònims
La síl·laba Om es fa referència amb molts noms, com ara:
- Praṇava (प्रणव); literalment, «so anterior», referint-se a Om com el so primigeni.[22][23]
- Oṅkāra (ओङ्कार) o oṃkāra (ओंकार); literalment, «Om -maker», que denota la primera font del so Om i que connota l'acte de creació.[24][25][26][27]
  - Ik Oṅkār (ੴ or ਇੱਕ ਓਅੰਕਾਰ); literalment, «un Om -maker», i un epítet de Déu en el sikhisme. (vegeu més avall).
- Udgītha (उद्गीथ); que significa «cançó, cant», paraula que es troba a Samaveda i bhasya (comentaris) basats en ella, que també s'utilitza com a nom de la síl·laba.[28]
- »Akṣara (अक्षर); literalment, «imperible, immutable», i també «lletra de l'alfabet» o «síl·laba».
  - Ekākṣara ; literalment, «una lletra de l'alfabet», referint-se a la seva representació com una única lligadura. (vegeu més avall)

### Origen i significat espiritual
Els orígens etimològics d'ōm / aum s'han discutit i discutit durant molt de temps, fins i tot els upanixads han proposat múltiples etimologies sànscrites per a aum, incloent: de «ām» (आम्; 'sí'), de «ávam» (आवम्; 'això, així, sí'), i de les arrels sànscrites «āv-» (अव्; 'instar') o «ap-» (आप्; 'aconseguir'). El 1889, Maurice Blumfield va proposar un origen a partir d'una partícula introductòria protoindoeuropea «*au» amb una funció similar a la partícula sànscrita «atha» (अथ). No obstant això, l'indòleg contemporani Asko Parpola proposa un préstec del dravídic «*ām» que significa 'és així', 'que sigui així', 'sí', una contracció d'«*ākum», afinat amb el tàmil modern «ām» . (ஆம்) que significa 'sí'. En el dialecte tàmil Jaffna parlat a Sri Lanka, aum' és la paraula per a sí.
Independentment del seu significat original, la síl·laba Om evoluciona per significar moltes idees abstractes fins i tot en els primers Upanishads. Max Müller i altres estudiosos afirmen que aquests textos filosòfics recomanen l'Om com a «eina per a la meditació», expliquen diversos significats que la síl·laba pot tenir a la ment d'un meditant, que van des d'«artificial i sense sentit» fins a «conceptes més alts com la causa» de l'Univers, essència de la vida, Brahman, Atman i autoconeixement».
La síl·laba Om s'esmenta per primera vegada a les Upanishads, els textos místics associats a la filosofia Vedanta. S'ha associat de diverses maneres amb conceptes de «so còsmic» o «síl·laba mística» o «afirmació d'alguna cosa diví», o com a simbolisme de conceptes espirituals abstractes a les Upanishads. A les capes Aranyaka i Brahmana dels textos vèdics, la síl·laba està tan estesa i lligada al coneixement, que representa el «tot del Veda». Els fonaments simbòlics d'Om es discuteixen repetidament a les capes més antigues de les primeres Upanishads. L’Aitareya Brahmana del Rig Veda, a la secció 5.32, per exemple, suggereix que els tres components fonètics d’Om (a + u + m) corresponen a les tres etapes de la creació còsmica, i quan es llegeix o diu, celebra els poders creatius. de l'univers. La capa Brahmana dels textos vèdics equipara Om amb bhur-bhuvah-svah, aquest últim simbolitza «tot el Veda». Ofereixen diferents matisos de significat a Om, com ser «l'univers més enllà del sol», o allò que és «misteriós i inesgotable», o «el llenguatge infinit, el coneixement infinit», o «l'essència de l'alè, la vida, tot el que existeix», o aquell «amb el qual s'allibera». El Samaveda, el Veda poètic, mapeja ortogràficament l'Om a l'audible, les veritats musicals en les seves nombroses variacions (Oum, Aum, Ovā Ovā Ovā Um, etc.) i després intenta extreure'n els metres musicals.

## Representacions escrites

### Àsia del Sud
Les representacions de Nagari o Devanagari es troben epigràficament en escultures que daten de l'Índia medieval i en monedes antigues en escriptures regionals del sud d'Àsia. Om està representat a Devanagari com ओम्, compost per quatre elements: la lletra vocalअ(a), la vocal diacríticaो(o), la lletra consonantम(m), i el traç de virama् que indica l'absència d'una vocal final implícita. Històricament, la combinació ओ representava un diftong, sovint transcrit com au, però ara representa una vocal llarga, ō. (Veure més amunt) La síl·laba de vegades s'escriu ओ३म्, on३ (és a dir, el dígit «3») indica explícitament pluta («tres vegades més llarg»), que d'altra manera només està implícit. Per aquesta mateixa raó, Om també es pot escriure ओऽम् en idiomes com l'hindi, amb l'avagraha (ऽ) s'utilitza per indicar allargar el so vocàlic. (No obstant això, això difereix de l'ús de l'avagraha en sànscrit, on, en canvi, indicaria la prodelisió de la vocal inicial.) Om també es pot escriure ओं, amb un anusvāra que reflecteix la pronunciació de [õː] en idiomes com l'hindi. En idiomes com l'urdú i el sindhi es pot escriure Omاوم escriptura àrab, encara que els parlants d'aquestes llengües també poden utilitzar representacions devanagari.
La representació habitual de la síl·laba Om, ॐ, és una lligadura cursiva en devanagari, combinant अ(a) ambउ(u) i el chandrabindu (ँ, ṃ). A Unicode, el símbol està codificat com U+0950 ॐ devanagari om i com U+1F549 🕉 om symbol com a «símbol genèric independent de la font Devanagari».
En alguns sistemes d'escriptura del sud d'Àsia, el símbol Om s'ha simplificat encara més. En bengalí i assamés Om s'escriu simplement comওঁ sense un rínxol addicional. En idiomes com el bengalí, les diferències de pronunciació en comparació amb el sànscrit han fet que l'addició d'un rínxol per u sigui redundant. Encara que l'ortografia és més senzilla, la pronunciació es manté [õː]. De la mateixa manera, a Odia Om s'escriu comଓଁ sense un signe diacrític addicional.
En tàmil, Om s'escriu comௐ, una lligadura de ஓ (ō) i ம் (m), mentre que en kannada, telugu i malayalam, Om s'escriu simplement com la lletra per a ō seguida d’anusvāra (ಓಂ, ఓం, i ഓം, respectivament).
Hi ha hagut propostes que la síl·laba Om ja havia tingut representacions escrites en escriptura brahmi, que dataven d'abans de l'era comuna. Una proposta de Deb (1921) sostenia que l' esvàstica és una representació monogramàtica de la síl·laba Om, on dos caràcters Brahmi /o/ (U+11011 𑀑 lletra brahmi o) es van superposar transversalment i la 'm' estava representada amb un punt. Un comentari a Nature (1922) considera aquesta teoria qüestionable i no provada. A. B. Walawalkar (1951) va proposar que Om es representava utilitzant els símbols Brahmi per a "A", "U" i "M" (𑀅𑀉𑀫), i que això podria han influït en les inusuals característiques epigràfiques del símbol ॐ per a Om. Parker (1909) va escriure que un "monograma Aum", diferent de l'esvàstica, es troba entre les inscripcions Tamil-Brahmi inscripcions a Sri Lanka, incloent monedes del Regne d'Anuradhapura, datades dels segles I al IV dC, que estan gravades amb  Om juntament amb altres símbols.

### Est i sud-est asiàtic
El símbol Om, amb variacions epigràfiques, també es troba a molts països del sud-est asiàtic.
Al sud-est asiàtic, el símbol Om està àmpliament combinat amb el de l'unalome; originàriament una representació del rínxol de l'urna de Buda i més tard un símbol del camí cap al nirvana, és un yantra popular al sud-est asiàtic, especialment a Cambodja i Tailàndia. Apareix amb freqüència en tatuatges religiosos sak yant, i ha format part de diverses banderes i emblemes oficials com el Thong Chom Klao del rei Rama IV (r. 1851–1868) i les armes reials actuals de Cambodja.
Els khmers van adoptar el símbol des del segle I durant el Regne de Funan, on també es veu en artefactes d’Angkor Borei, antigament la capital de Funan. El símbol es veu a nombroses estàtues khmer des dels períodes de Chenla fins a l'Imperi Khmer i encara s'utilitza fins a l'actualitat.
En caràcters xinesos, Om normalment es translitera com a 唵 (pinyin ǎn) o 嗡 (pinyin wēng)